# Mihály Ambrosovszky
Mihály Ambrosovszky (n. 17 aprilie Galánta-d. 2 februarie 1792, Eger) a fost un scriitor, istoric și teolog maghiar.